# Connor Trinneer
Connor Wyatt Trinneer (Walla Walla, Washington, 19 de marzo de 1969) es un actor de cine, teatro y televisión estadounidense. Es mejor conocido por sus papeles como Charles "Trip" Tucker III en Star Trek: Enterprise, Michael en la serie Stargate Atlantisy Profesor Moynihan en la serie web Guilty Party Japan.

## Primeros años de vida
Trinneer nació el 19 de marzo de 1969 en Walla Walla, Washington, pero pasó muchos años en Kelso, Washington, donde asistió a la escuela primaria y secundaria, y luego a Kelso High School. Asistió a la Pacific Lutheran University en Parkland donde jugó fútbol americano universitario. Se graduó con una licenciatura en Bellas Artes en actuación y luego obtuvo una Maestría en Bellas Artes de la Universidad de Missouri-Kansas City.

## Carrera

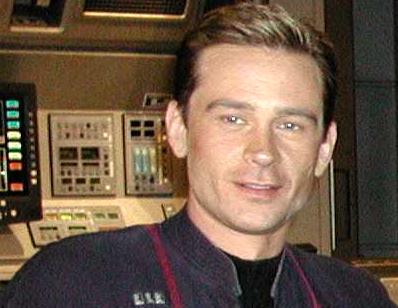
Trinneer, como comandante Charles "Trip" Tucker III, febrero de 2002

Trinneer llamó la atención por primera vez en Arcadia en la Huntington Theatre Company de Boston. Gran parte de su trabajo ha sido en teatro, específicamente una larga asociación con la Circle X Theatre Company de Hollywood.
Ha tenido varios papeles de estrella invitada en televisión, incluidos One Life to Live, Sliders y Touched by an Angel. También tuvo un papel importante en la adaptación televisiva de Far East de A.R. Gurney, interpretando al conflictivo oficial gay Bob Munger.
En 2001, Trinneer audicionó para Star Trek: Enterprise. En ese momento, no seguía la ciencia ficción y desconocía la importancia de la franquicia. Dijo que consiguió el papel de Tucker por pura suerte, ya que anticipó que más de cien actores harían una audición para el papel. Durante la audición, sólo tenía siete páginas de guion en las que basar su actuación, y sólo le dijeron que el personaje era originario del sur de los Estados Unidos.
Trinneer interpretó a Tucker en los 98 episodios de Enterprise a lo largo de sus cuatro temporadas y fue nominado dos veces al Premio Saturn al Mejor Actor de Reparto en 2002 y 2003 por su actuación.
Después de la cancelación de Enterprise en 2005, Trinneer volvió a papeles de estrella invitada en series como Terminator: The Sarah Connor Chronicles, 24 y un papel recurrente como Wraith Michael en Stargate Atlantis.
Desde 2022, es copresentador del podcast The Shuttlepod Show con su coprotagonista de Enterprise, Dominic Keating.
En 2023 Trinneer repitió su rol como Trip Tucker en Holograms, All the Way Down un episodio de la serie web animada Star Trek: Very Short Treks realizada para celebrar los 50 años de la serie animada de la franquicia.

## Vida personal
Trinneer se casó con Ariana Navarre el 29 de mayo de 2004; tienen un hijo, nacido el 11 de octubre de 2005. En 2022, durante la transmisión del webcast "The Shuttlepod Show", Trinneer reveló que se había divorciado de su esposa ese año.

## Filmografía

### Película
| Año  | Título            | Role                    | Notas                  |
| ---- | ----------------- | ----------------------- | ---------------------- |
| 2001 | 61*               | Escritor #2             | Película de televisión |
| 2009 | Star Runners      | Tycho 'Ty' Johns        | Película de televisión |
| 2015 | Prey for Death    | Chamberlain             |                        |
| 2017 | Unbelievable!!!!! | Capitán Jack Youngblood |                        |
| 2017 | American Made     | George W. Bush          |                        |
| 2022 | Los Fabelman      | Phil Newhart            |                        |

### Televisión
| Año       | Título                                  | Rol                           | Notas                                                                               |
| --------- | --------------------------------------- | ----------------------------- | ----------------------------------------------------------------------------------- |
| 1996      | One Life to Live                        | Zeus Zelenko #2               | Unknown episodes                                                                    |
| 1998      | Sliders                                 | Samson                        | Episodio: "Prophets and Loss"                                                       |
| 1998      | Touched by an Angel                     | Paul Ratcliff                 | Episodio: "Seek and Ye Shall Find"                                                  |
| 2000      | Freaky Links                            | Ted                           | Episodio: "Subject: Three Thirteen"                                                 |
| 2001      | Gideon's Crossing                       | Steve Tedesco                 | Episodio: "The Way"                                                                 |
| 2001–2005 | Star Trek: Enterprise                   | Comandante Charles Tucker III | 98 episodios Nominado-Saturn Award a Mejor actor de reparto en Televisión (2002-03) |
| 2005      | Numbers                                 | Bob McHugh                    | Episodio: "Toxin"                                                                   |
| 2006      | Close to Home                           | Eric Foster                   | Episodio: "Privilege"                                                               |
| 2006–2008 | Stargate Atlantis                       | Michael Kenmore               | 10 episodios                                                                        |
| 2006      | NCIS                                    | James Dempsey                 | Episodio: "Jeopardy"                                                                |
| 2006      | Without a Trace                         | Coach Robert Owens            | Episodio: "Fade Away"                                                               |
| 2007      | Family Guy                              | Novio de Sharon Stone         | Episodio: "Road to Rupert"                                                          |
| 2008      | Criminal Minds                          | Dan Torre                     | Episodio: "Minimal Loss"                                                            |
| 2009      | Terminator: The Sarah Connor Chronicles | Sheriff Alvan McKinley        | Episode: "The Good Wound"                                                           |
| 2009      | 24                                      | Carl Gadsen                   | Episodio: "Day 7: 10:00pm–11:00pm"                                                  |
| 2009      | The Closer                              | Jeff Webb                     | Episodio: "Waivers of Extradition"                                                  |
| 2009      | Lincoln Heights                         | Detective Kersey              | 2 episodes                                                                          |
| 2010      | The Mentalist                           | Deputy Bob Woolgar            | Episodio: "Red Moon"                                                                |
| 2011      | Pretty Little Liars                     | Nick McMullers                | Episodio: "The New Normal"                                                          |
| 2011      | NCIS: Los Angeles                       | NCIS Agente Boyle             | Episodio: "Empty Quiver"                                                            |
| 2012      | Suits                                   | Preston Reed                  | Episodio: "Asterisk"                                                                |
| 2015      | American Odyssey                        | Michael Banks                 | 3 episodios                                                                         |
| 2017      | Riley Parra                             | Samael                        | Web serie                                                                           |
| 2018      | Stargate Origins                        | Professor Paul Langford       | Web serie                                                                           |
| 2018      | Guilty Party                            | Professor Michael Moynihan    | Web serie                                                                           |
| 2018–2021 | 9-1-1                                   | Jessie                        | 4 episodios                                                                         |
| 2019      | The Purge                               | Curtis                        | 3 episodios, temporada 2                                                            |
| 2020      | The Resident                            | Mark Lawson                   | Episodio: “Reverse Cinderella”                                                      |

### Juegos de vídeo
| Año  | Título | Rol              | Notas |
| ---- | ------ | ---------------- | ----- |
| 2016 | ReCore | Dr. Thomas Adams | [ 8 ] |

### Serie web
| Año  | Título                      | Rol                  | Notas                                 |
| ---- | --------------------------- | -------------------- | ------------------------------------- |
| 2023 | Star Trek: Very Short Treks | Charles Tucker (voz) | Episodio: "Hologram All the Way Down" |